# Komet Giacobini
Komet Giacobini ali 205P/Giacobini je periodični komet z obhodno dobo okoli 6,7 let.

 Komet pripada Jupitrovi družini kometov .

## Odkritje[1]
Komet je odkril 4. septembra 1896 francoski astronom Michel Giacobini na Observatoriju Nica v Franciji. Kmalu po odkritju so opazili, da je komet razpadel. Nedaleč od osnovnega jedra kometa je Perrotin opazil spremljevalca, ki ga je lahko opazoval samo dve noči. Komet je postajal vse šibkejši, nazadnje so ga videli 5. januarja 1897. Ponovno ga je opazil japonski astronom Koiči Itagaki v letu 2008. Ugotovili so, da je najdeno telo isto kot izgubljeni komet, ki je nosil oznako D/1896 R2. Osrednje telo sta spremljali še dve telesi, ki sta se gibali v isti smeri kot sam komet. Osrednje telo je dobilo oznako A, njemu bližje telo pa oznako B. Najbolj odddaljeni del pa je dobil oznako C.